# Schneckochod

Animation eines Schneckochods

Ein Schneckochod, auch unter Amphiroll bekannt, (von russisch Шнекоход, sinngemäß: Schneckenvortrieb) ist ein von zylindrischen Schwimmkörpern, um die Archimedische Schrauben angebracht sind, angetriebenes Amphibienfahrzeug. Es zeichnet sich dadurch aus, dass es sich auf nahezu jedem weichen oder flüssigen Untergrund zweidimensional fortbewegen kann.

## Technik
Erreicht wird dies durch die Rotation der Schwimmkörper; bei entgegengesetzter Rotation fährt das Schneckochod vor- oder rückwärts, bei Rotation in dieselbe Richtung seitwärts, und bei unterschiedlich schnellen Rotationen der Antriebsschrauben kann schräg gefahren werden. In der Regel haben Schneckochods für jede Antriebsschraube einen eigenen Motor. Vorteilhaft ist der geringe Bodendruck; das ZIL-2906 zum Beispiel erzeugt nur einen spezifischen Bodendruck von 25 g/cm2.  Daraus folgt gute Geländegängigkeit auf sumpfigem oder tief verschneitem Untergrund. Als Geländefahrzeug konnte sich das Schneckochod jedoch nicht durchsetzen, da es zwei signifikante Nachteile gegenüber einem rad- oder kettengetriebenen Amphibienfahrzeug aufweist: Durch die Fortbewegung über Hohlschrauben kann es nicht auf zu festem Untergrund wie Asphalt oder Beton fahren, da eine zu geringe Eigenmasse die Schrauben durchdrehen lassen würde und eine zu hohe Masse den Untergrund aufreißen würde. Die Reichweite eines Schneckochods ist zudem gering, da es nicht sehr schnell fahren kann und einen hohen Treibstoffverbrauch hat. Daher werden Schneckochods in der Regel auf einem Trägerfahrzeug transportiert.

## Geschichte
Bereits in den 1890er Jahren bauten James und Ira Peavey in den USA ein Fahrzeug, das von zwei gegenläufigen Schnecken angetrieben wurde. Der (nicht amphibische) Peavey Log Hauler war zum Schleppen von gefällten Baumstämmen auf Schnee und Eis vorgesehen, kam jedoch nicht über das Experimentalstadium hinaus.
Der Niederländer de Bakker baute Anfang der 1960er Jahre ein Schneckochod mit zwei DAF-Variomaticgetrieben.
In den 1970er Jahren wurden von SIL Schneckochods für die Bergung von gelandeten Sojus-Kapseln entwickelt, das ZIL-2906 und ZIL-29061. Letztes wurde 1980 bis 1991 in Kleinserie von zwanzig Stück gebaut. Der 1972 einige Male gebaute Prototyp ZIL-4904 mit einer Masse von rund 2,5 Tonnen ist das größte Schneckochod der Welt.